# Horto do Ipê

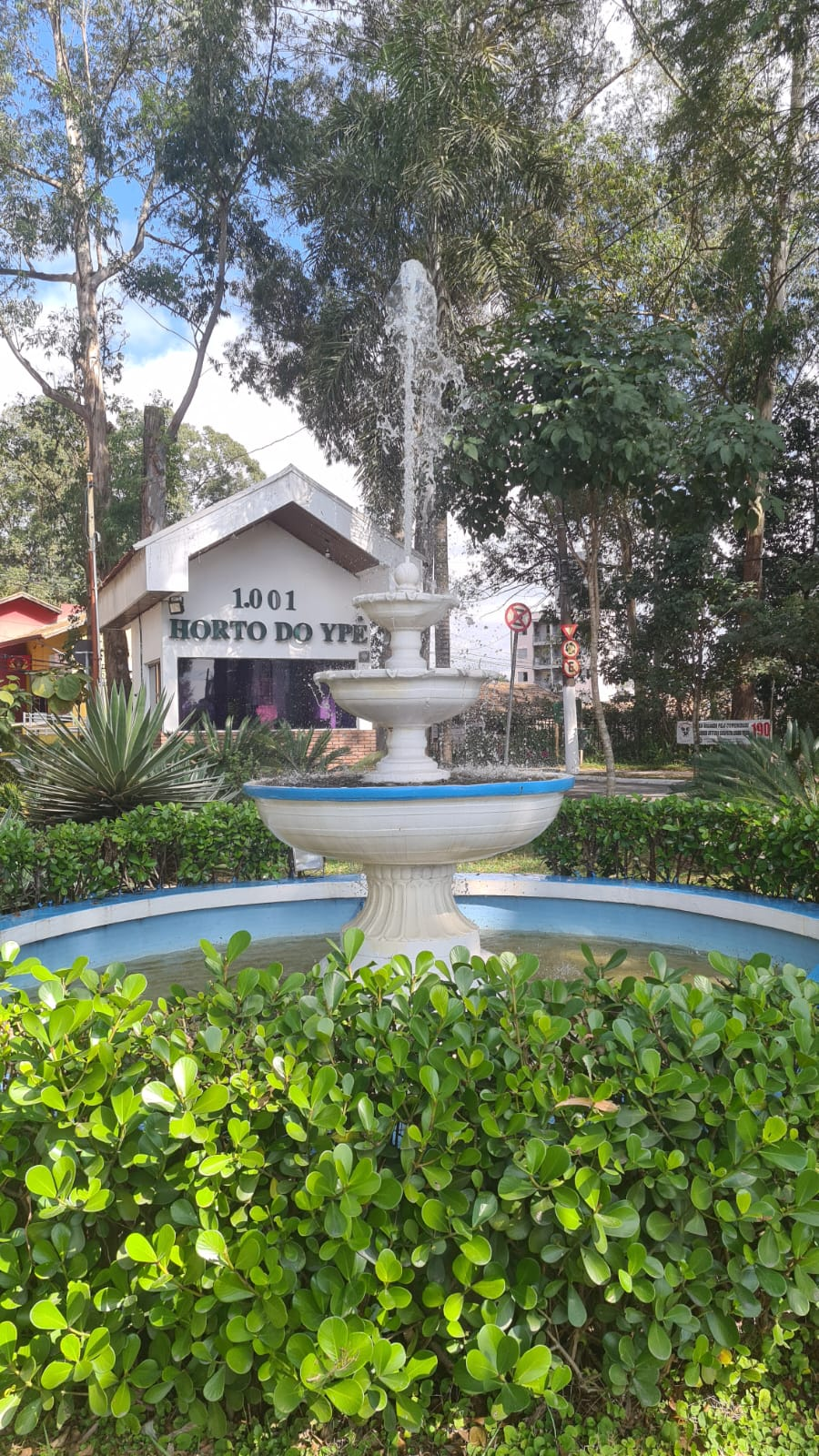
Portaria da entrada do Horto do Ypê

Horto do Ipê é um bairro planejado localizado no distrito do Campo Limpo. Concentra diversos condomínios residenciais de casas e prédios predominantemente para a classe média e classe média alta. Acredita-se que o surgimento do bairro ocorreu na década de 1980 devido a alta especulação imobiliária na região existente naquela época. Seu acesso se dá pela Estrada do Campo Limpo, próximo à Estação Campo Limpo do Metrô. Conta com uma vasta área verde.
O Horto do Ypê é uma área localizada na região da subprefeitura do Campo Limpo, na Cidade de São Paulo, é um conjunto atualmente composto por 33 condomínios, no total de 4.756 imóveis, mas ainda há áreas em construção. A população estimada atualmente é de cerca de 15.000 moradores, entre proprietários e locatários, que somado aos seus colaboradores e prestadores de serviços, chega a uma população estimada em 20.000 pessoas circulando na região.
Para atender este público, com o passar do tempo, foi necessário desenvolver uma infraestrutura, com: Um centro comercial com o nome de Center Shopping Horto do Ype logo na entrada que reúne comércios e empresas de serviços, uma feira-livre aos sábados, uma linha de transporte público Linha 7062-41 Metrô Campo Limpo/Horto do Ypê , um serviço de transporte fretado, serviço de segurança e ronda particular pagos pelos moradores, a Igreja Batista Horto do Ypê, uma Igreja Católica Unidade Pastoral Horto do Ypê, e a Associação Horto do Ypê que tem por objetivo intermediar o contato dos moradores com os órgãos públicos da cidade de São Paulo.
O seu entorno conta com uma vasta área verde denominada Parque Municipal Horto do Ipê, conforme Decreto 53.965, de 4 de junho de 2013, sob responsabilidade da Secretaria Municipal do Verde e do Meio Ambiente de São Paulo. Com seus 23.213,42m2 de vegetação de eucaliptos e reflorestamento de árvores nativas, atrai uma diversidade de fauna silvestre, como tucanos, pica-pau, beija-flor, coruja, gavião-carijó, alma-de-gato, caracará, pica-pau-branco, periquito-rico, cambacica, sanhaço-cinzento, sabiá-laranjeira e outros animais de pequeno porte. A implantação do parque é importante para preservação dos corpos d`água (Córrego Pirajussara) e da ZEPAM (zona de preservação ambiental). Além de promover esporte, lazer e entretenimento para a comunidade do entorno, com um forte viés socioambiental.
Ainda por conta da vasta área verde do Parque Municipal Horto Ipê e pelo trânsito apenas local, há uma grande preferência do lugar para práticas de esportes, inclusive de moradores dos bairros vizinhos. É possível verificar diariamente pessoas praticando esportes individualmente, em grupo ou com personal. São várias as modalidades esportivas realizadas: caminhadas, corridas, ciclismo, alongamento e exercícios funcionais. As crianças preferem os patins, skate e bicicletas. Também há os passeios com os cachorros de vários tamanhos e raças.
Acredita-se que o surgimento do bairro ocorreu na década de 1980 devido a alta especulação imobiliária na região existente naquela época. Seu acesso se dá pela Estrada do Campo Limpo, próximo à Estação Campo Limpo do Metrô. Existe uma variação na grafia do nome Horto do Ypê ou Horto do Ipê (com "Y" ou "I"), o que não descaracteriza o nome da região.